# Andréa Parisy
Pour les articles homonymes, voir Parisy.
Andréa Parisy, de son vrai nom Andrée Parisy, est une actrice française, née le 4 décembre 1935 à Levallois-Perret (Seine) et morte le 27 avril 2014 dans le 15e arrondissement de Paris.

## Biographie

Bourvil et Andréa Parisy à l'aéroport d'Amsterdam-Schiphol, le 20 mars 1967.

Andréa Parisy naît le 4 décembre 1935. Cependant, certaines sources mentionnent qu’elle serait née en 1930,,,. Son père était fourreur.
Au cours de sa carrière, elle interprète des rôles de fille de famille aux mœurs libres comme dans Les Tricheurs, ou de femme bourgeoise comme dans Le Petit Baigneur (elle y donne la réplique à Louis de Funès) et Bébés à gogo. Elle est aussi la religieuse résistante des Hospices de Beaune dans La Grande Vadrouille, l'archiduchesse Stéphanie dans Mayerling, et la partenaire de Jean-Paul Belmondo dans Cent Mille Dollars au soleil.

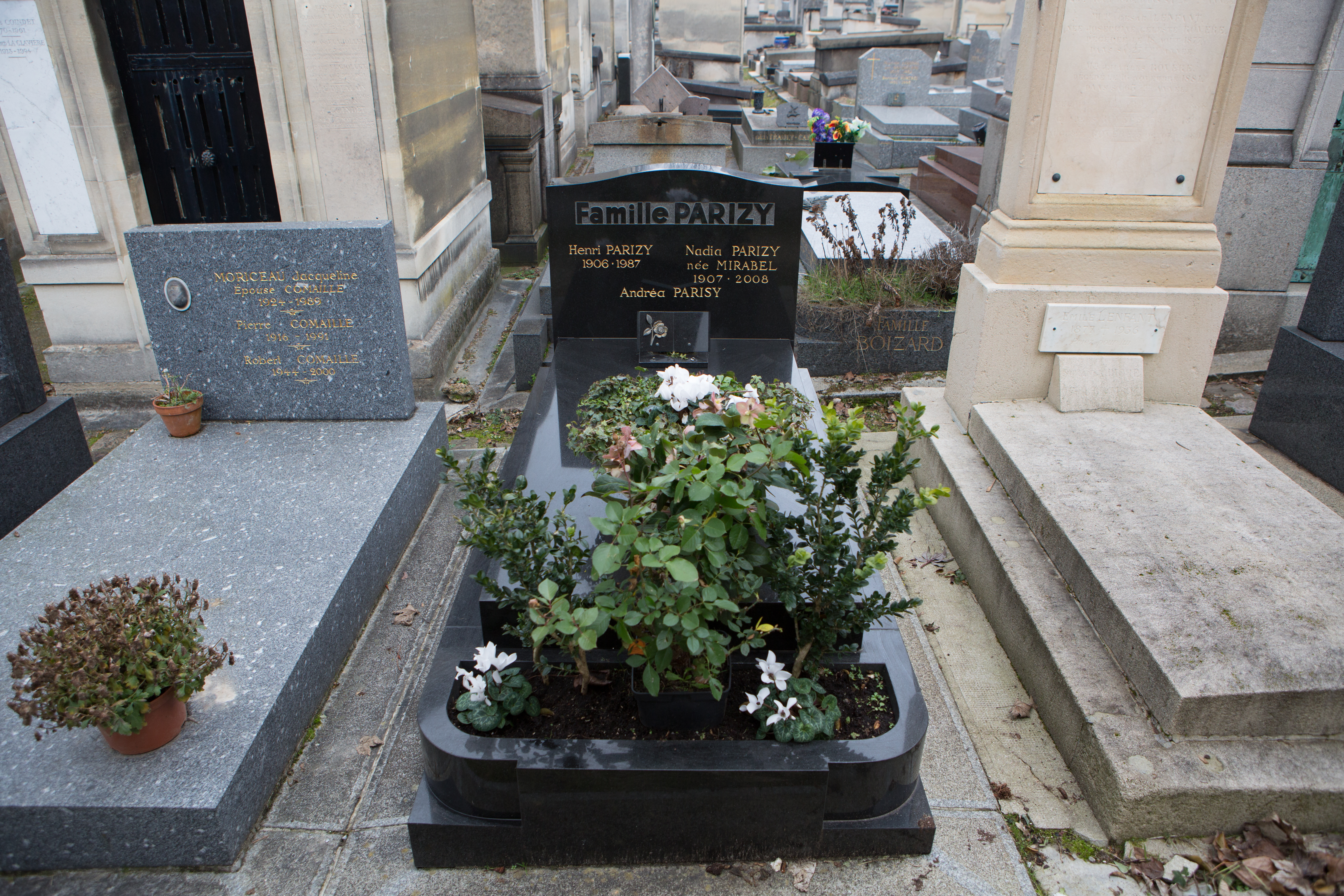
Tombe d'Andréa Parisy au cimetière du Père-Lachaise (division 61).

Elle meurt le 27 avril 2014, à l’âge de 78 ans, des suites d’une longue maladie. Elle est inhumée au cimetière du Père-Lachaise (61e division).

## Filmographie

### Cinéma
- 1953 : L'Esclave d'Yves Ciampi.
- 1953 : Les Compagnes de la nuit de Ralph Habib : Olga.
- 1954 : Boum sur Paris de Maurice de Canonge : une présentatrice du parfum Boum.
- 1954 : Escalier de service de Carlo Rim : la seconde fille Grimaldi.
- 1955 : Futures Vedettes de Marc Allégret.
- 1956 : Bébés à gogo de Paul Mesnier : Pat, la fille d'Isabelle et Stéphane.
- 1956 : Paris, Palace Hôtel d'Henri Verneuil : une manucure.
- 1958 : Les Tricheurs de Marcel Carné : Clotilde de Vaudremont, dite Clo.
- 1959 : 125, rue Montmartre de Gilles Grangier : Catherine Barrachet.
- 1959 : L'Ambitieuse (ou Le Passager clandestin) d'Yves Allégret : Dominique Rancourt.
- 1960 : Stefanie in Rio de Curtis Bernhardt : Isabella Sampaio.
- 1961 : Le Rendez-vous de Jean Delannoy : Daphné.
- 1962 : Les Petits Matins (ou Mademoiselle Stop) de Jacqueline Audry : l'autostoppeuse.
- 1962 : Portrait-robot de Paul Paviot : Clotilde.
- 1963 : Dragées au poivre de Jacques Baratier : une élève strip-teaseuse.
- 1963 : Cent Mille Dollars au soleil d'Henri Verneuil : Pepa.
- 1965 : Les Bons Vivants de Gilles Grangier et Georges Lautner : Lucette, baronne Seychelles du Hautpas.
- 1966 : La Grande Vadrouille de Gérard Oury : sœur Marie-Odile.
- 1967 : Le Petit Baigneur de Robert Dhéry : Marie-Béatrice Fourchaume.
- 1968 : Mayerling de Terence Young : l'archiduchesse Stéphanie.
- 1969 : Slogan de Pierre Grimblat : Françoise.
- 1979 : La Gueule de l'autre de Pierre Tchernia : Marie-Hélène Perrin.
- 1989 : La Nuit du sérail (The Favorite) de Jack Smight : Mirishah.
- 1999 : Pas de scandale de Benoît Jacquot : Mme Jeancourt.

### Télévision
- 1966 : Les Compagnons de Jéhu de Michel Drach : Agathe.
- 1978 : L'inspecteur mène l'enquête (émission policière), épisode La Chasse aux Tuileries.
- 2001 : Navarro (saison 12, épisode 1 : Terreur à domicile de José Pinheiro) : Romane.

## Théâtre
- 1957 : Le Grand Couteau de Clifford Odets, mise en scène Jean Serge, théâtre des Bouffes-Parisiens.

## Musique
- 1970 : James / Les Mains qui font du bien (Polydor)[10].
- 1971 : Mon cœur est un oiseau / Laisse tomber les tabous (Philips)[11].
- 1972 : L’Amour en France (Philips).
- 1972 : Il n'y a qu'un chemin (Philips).